# The Columbus Dispatch
The Columbus Dispatch est un quotidien américain édité dans la ville de Columbus, dans l'Ohio, et dont la zone de diffusion couvre le centre de cet État. 

## Historique
Son premier numéro est paru le 1er juillet 1871. Il est le seul quotidien généraliste de Columbus depuis la fin de la parution du Columbus Citizen-Journal en 1985.
Le journal, rebaptisé The Columbus Evening Dispatch, change de mains plusieurs fois au cours de ses premières années. En 1905, il est racheté par Harry Preston Wolfe et Robert Frederick Wolfe, propriétaires de l'Ohio State Journal. 
Le 9 avril 1907, le siège du journal est consommé par un incendie. Le bâtiment est démoli et puis reconstruit. Pendant cette période, les bureaux du journal sont déplacés au 34/36 North High Street.
En juin 2015, il a été racheté par le groupe GateHouse Media.